# Dasiops diklistilus
Dasiops diklistilus är en tvåvingeart som beskrevs av Mcalpine 1964. Dasiops diklistilus ingår i släktet Dasiops och familjen stjärtflugor. Inga underarter finns listade i Catalogue of Life.